# Chapelle Notre-Dame-des-Malades de Bovigny
Pour les articles homonymes, voir Chapelle Notre-Dame-des-Malades.
La chapelle Notre-Dame-des-Malades, anciennement chapelle Saint-Martin,  est un édifice religieux catholique classé situé dans le village de Bovigny faisant partie de la commune de Gouvy en province de Luxembourg (Belgique).

## Situation
La chapelle se situe en milieu boisé entre les villages ardennais de Bovigny et Beho, au lieu-dit Mont-Saint-Martin, au bout d'un chemin asphalté puis empierré de 300 mètres se détachant au nord de la route nationale 68. Ce chemin est jalonné de croix en schiste. La chapelle est entourée par un muret presque circulaire d'une longueur d'environ 200 mètres couvrant une superficie approximative de 3 500 m2 qui correspondait à l'ancien cimetière.

## Historique
La chapelle actuelle bâtie en 1850 est (serait) le troisième édifice religieux présent sur le site du Mont-Saint-Martin. Dès 814, l'existence d'un sanctuaire préroman composé d'une nef rectangulaire greffée d'un chœur carré est attesté et a été révélé par des fouilles menées en 1968. Vers 1130, on note la présence de l'église du Mont Saint-Martin, devenue paroissiale jusqu'en 1717 et sans doute remplacée par l'église Saint-Martin, au centre du village de Bovigny. Et enfin, la construction en 1850 de l'actuelle chapelle Notre-Dame-des-Malades.

## Architecture
La chapelle d'une longueur d'une quinzaine de mètres (auvent inclus) est réalisée en moellons de grès ardennais. La toiture est en ardoises. La nef est constituée de trois travées percées de hautes baies cintrées ornées de vitraux et le chevet est formé de trois pans coupés aveugles. Un auvent de plan carré sur colonnettes sous coiffe pyramidale précède la porte d'entrée cintrée de la chapelle. Muni de bancs et bordé d'une charmille, cet auvent fait office d'abri. L'édifice est surmonté par un clocheton de base carrée avec une petite flèche octogonale surmontée de deux croix en fer forgé placées en dessous et au-dessus d'un coq en girouette.

## Classement
L'ensemble formé par la chapelle Saint-Martin et les terrains environnants, à Bovigny est classé depuis le 22 octobre 1973 et repris sur la liste du patrimoine immobilier classé de Gouvy.

## Galerie

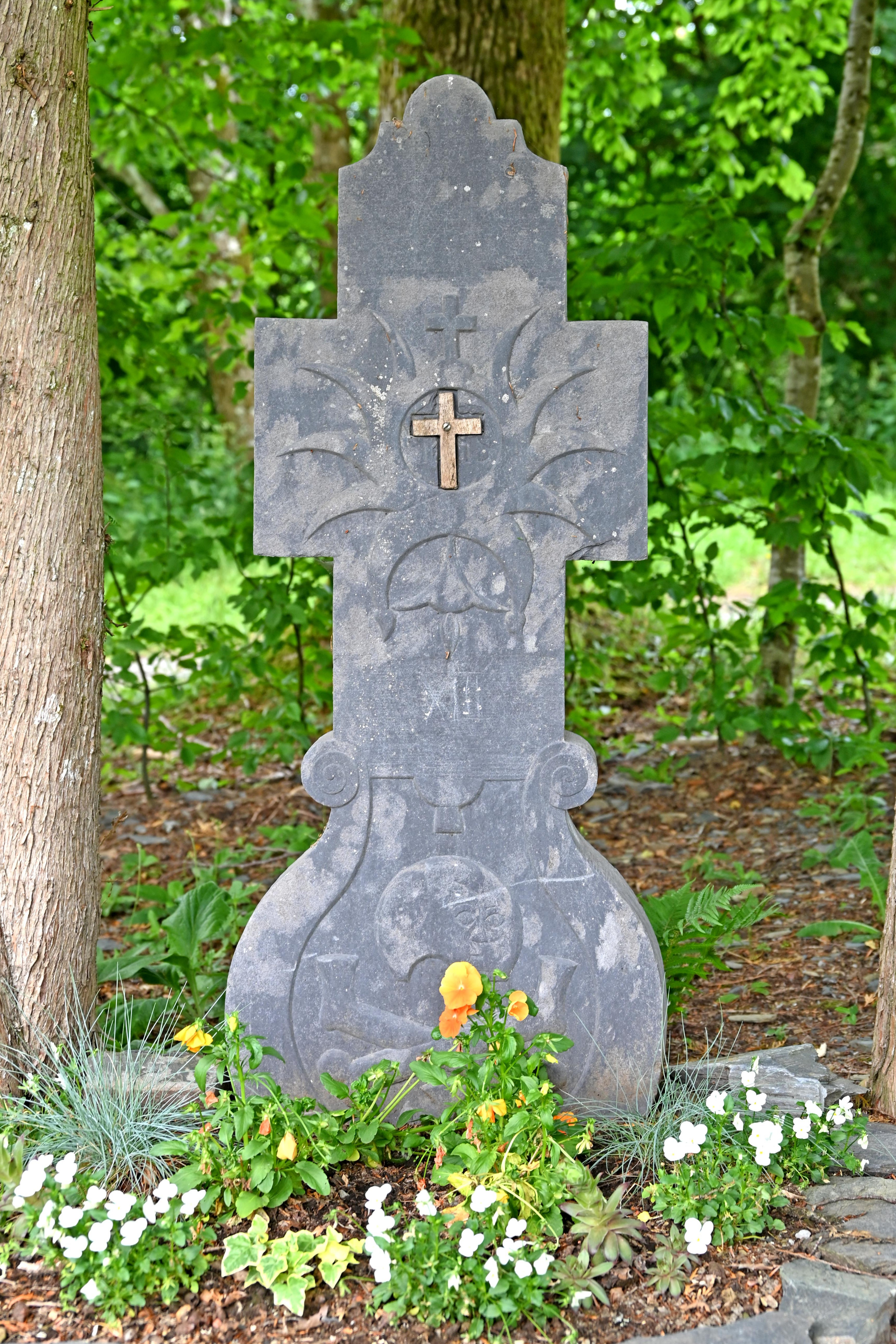
Croix de schiste le long du chemin d'accès
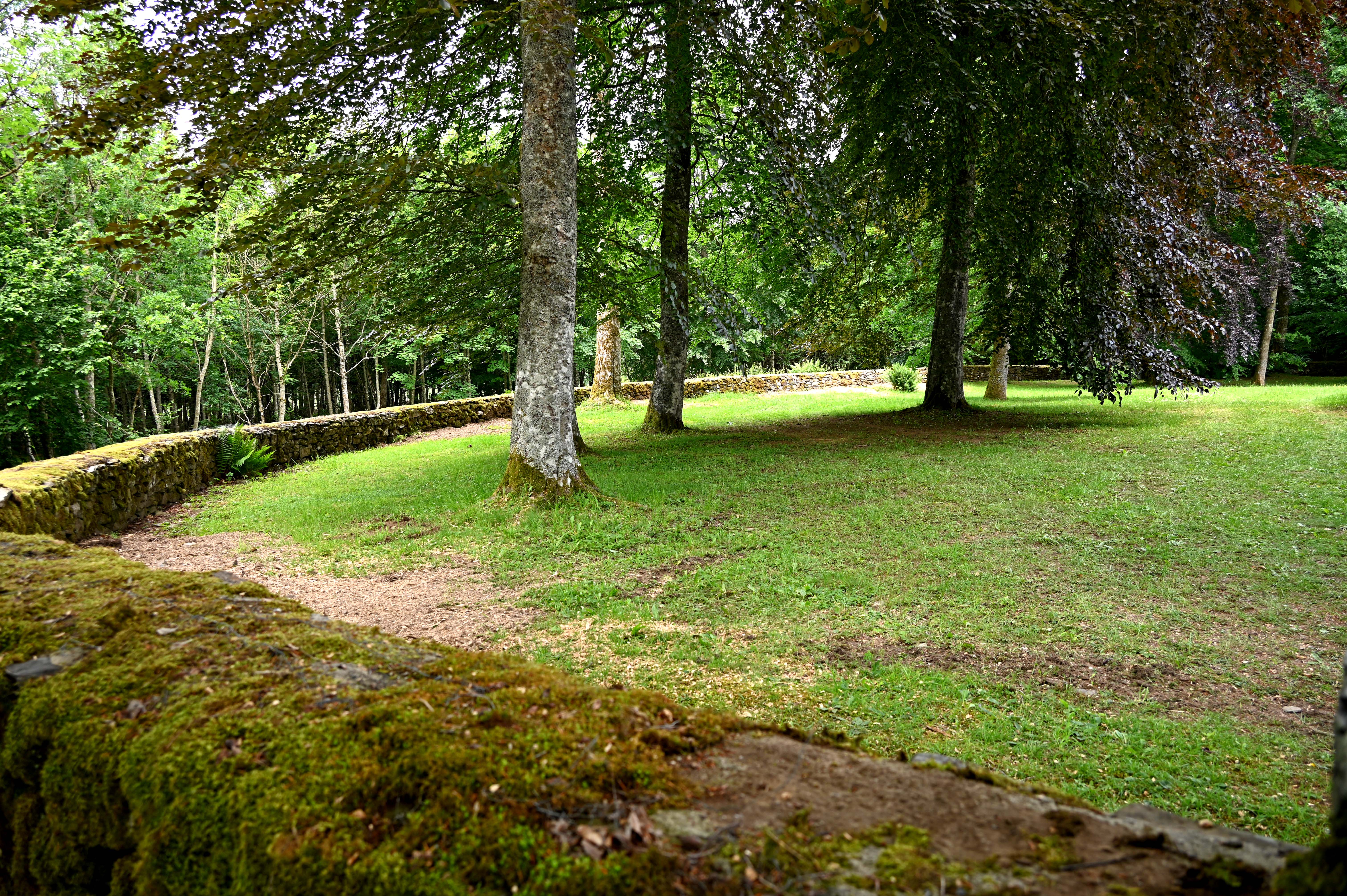
Muret de l'ancien cimetière
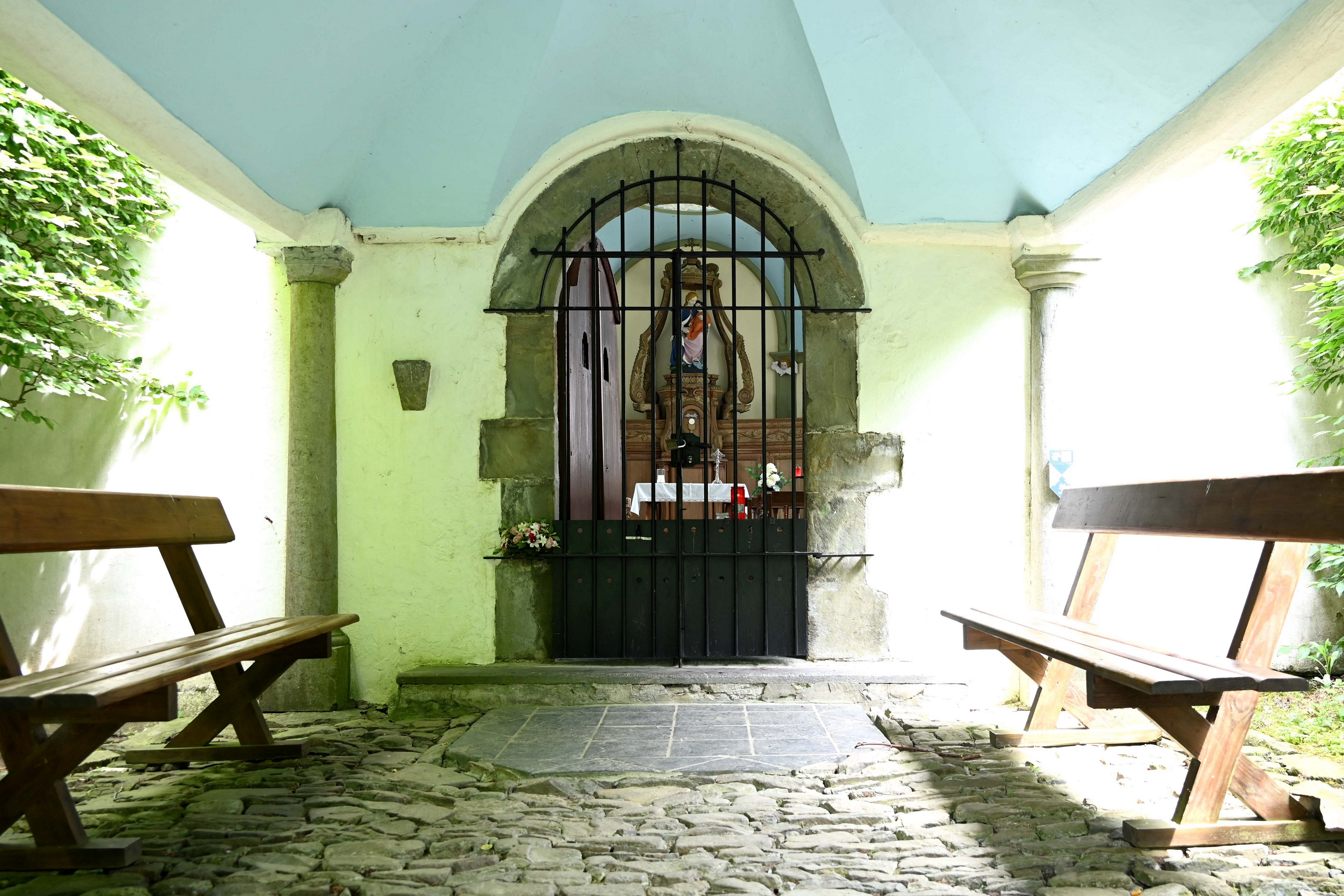
Auvent et porte d'entrée
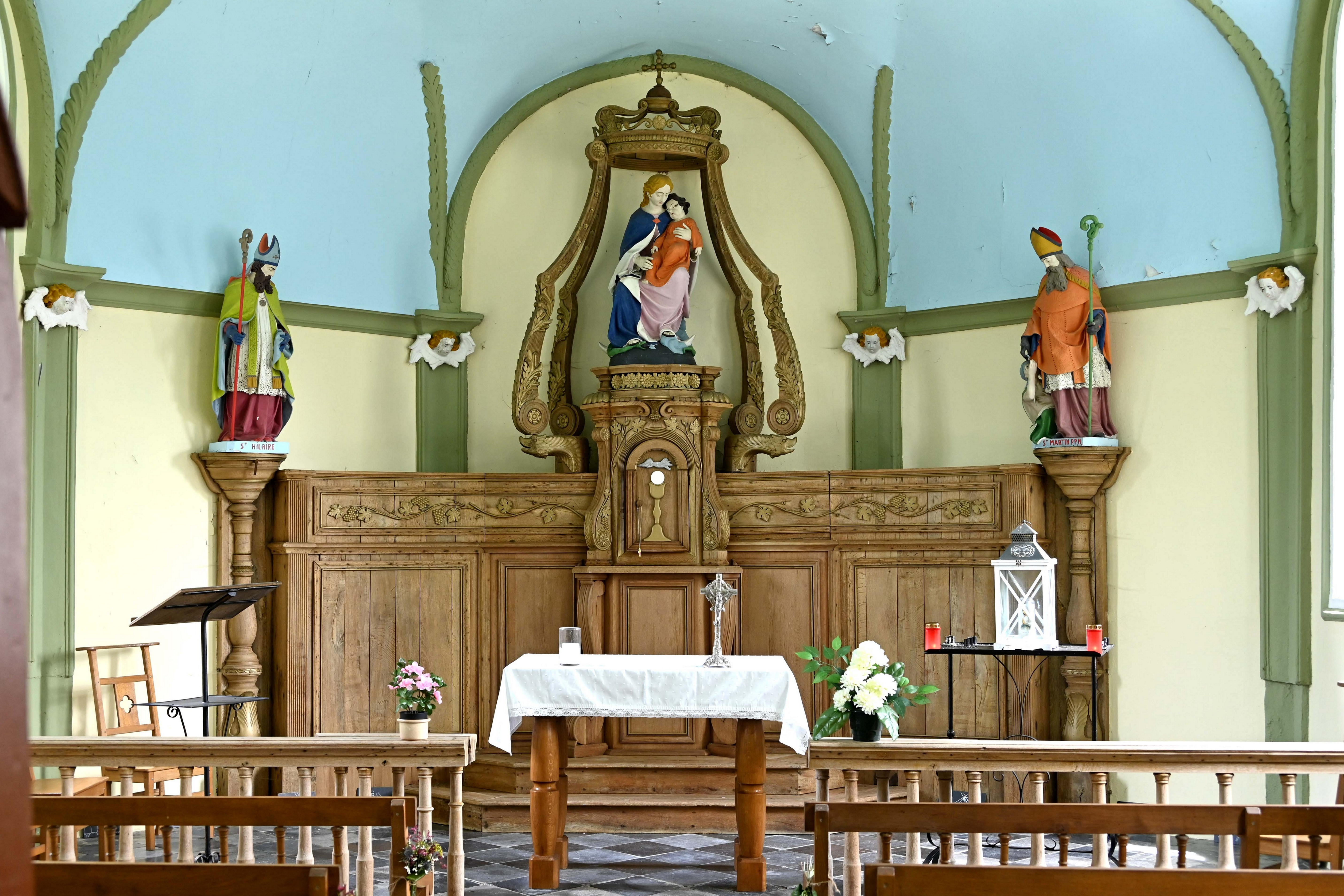
Maître-autel de la chapelle